# Sraoui
Cet article possède des paronymes, voir Slaoui et Smaoui.
Le chant sraoui est le chant traditionnel de Sétif. Il est pratiqué surtout dans les hautes plaines du nord-est du pays et chez les Chaouia, avec de légères différences d'interprétation d'une région à une autre. Le sraoui  fut vite intégré dans la danse populaire notamment celle exécutée en groupe chez les hommes ou encore dans un  cercle exclusivement féminin, à l’occasion des fêtes de mariage ou de circoncisions, fêtes religieuses, moissons, battage. Il suscita un véritable engouement populaire.  Ses paroles sont un mélange de poésie populaire (Melhoun) et de chants populaires. Samir Belkheïr est l'un des plus célèbres chantres du genre sraoui.

## Étymologie
Le terme sraoui ou çrawi, découle du berbère çrâ signifiant « cime des montagnes », il était interprété autrefois par les bergers et avait pour fonction de délimiter le périmètre du pâturage. Selon une autre version, le terme aurait pour racine çarw : le « cyprès » dont le feuillage favoriserait la propagation de la voix des chanteurs pour courtiser les jeunes filles .